# Cosmosoma meres
Cosmosoma meres är en fjärilsart som beskrevs av Druce 1896. Cosmosoma meres ingår i släktet Cosmosoma och familjen björnspinnare. Inga underarter finns listade i Catalogue of Life.